# Tirpitz (cuirassé)
Pour les articles homonymes, voir Tirpitz.
Le Tirpitz, ou Alfred von Tirpitz, est, au jour de son lancement et avec son navire-jumeau Bismarck, le plus grand cuirassé à flot d'Europe[réf. souhaitée] et le plus grand navire de guerre de la Kriegsmarine construit au chantier naval Kriegsmarinewerft. Il est lancé par Adolf Hitler le 1er avril 1939 à Wilhelmshaven (Basse-Saxe) et coulé le 12 novembre 1944.

## Histoire du nom
Son nom est un hommage au Großadmiral Alfred von Tirpitz, le créateur de la flotte impériale allemande qui a pris part à la Première Guerre mondiale. La marraine du bâtiment est Ilse von Tirpitz, fille d'Alfred von Tirpitz et épouse d'Ulrich von Hassell, ambassadeur allemand à Rome.

## Caractéristiques techniques
Le tonnage, de 43 000 tonnes à vide de combustible et de munitions, atteignait 56 000 tonnes à pleine charge. Le Tirpitz mesurait 251 mètres de longueur hors-tout pour une largeur de 36 mètres et un tirant d’eau de 11 mètres.
L'armement du bâtiment était composé de huit canons de 380 mm, d'une artillerie secondaire et d'une défense antiaérienne. Les canons de 380 mm étaient appairés en quatre tourelles désignées Anton et Bruno à l'avant, Cæsar et Dora à l'arrière. L'artillerie secondaire comportait douze canons de 150 mm en six tourelles et seize pièces de 105 mm sur affûts doubles auxquelles s'ajoutaient seize canons antiaériens de 37 mm et 80 pièces de 20 mm à tir rapide. Il était doté de deux hydravions de type Arado Ar 196. À l'automne 1941, deux affuts quadruples de tubes torpilles de 533 mm furent installées sur le pont, un sur chacun des deux bords, armement qui n'était pas présent sur le Bismarck. De plus, il reçut un affut quadruple Vierling 38  de 20 mm anti-aérien sur le toit de la tourelle avant de 380 mm « Bruno ».
Son blindage était également réputé résistant à tous les calibres d'obus existants à l'époque de son lancement : une carapace de 120 à 200 millimètres d'épaisseur protégeait les éléments vitaux du bâtiment. Le pont était blindé afin de se prémunir des attaques aériennes. Le blindage atteignait son épaisseur maximale (323 mm) au niveau de la ligne de flottaison où une ceinture de 2 m de hauteur allant de l'avant de la première tourelle à l'arrière de la quatrième, protégeait le haut des œuvres vives. Derrière la carapace, un compartimentage très serré était réalisé afin de minimiser l'importance d'éventuelles voies d'eau. Ce compartimentage était hérité de l'expérience de la Première Guerre mondiale au cours de laquelle les bâtiments de la Kaiserliche Marine, pourtant moins nombreux, purent tenir tête à ceux des Britanniques grâce à leur robustesse.

## Histoire du navire
Le bâtiment est livré à la Kriegsmarine le 25 février 1941 malgré une finition encore imparfaite. De nombreux éléments sont achevés au premier mouillage au Fættenfjord (en Norvège, à proximité de la ville de Trondheim et à seulement 50 km de la frontière suédoise). À sa livraison, il était commandé par le Kapitän zur See Karl Topp (de).
Jumeau du Bismarck, le Tirpitz menaçait clairement la puissance navale britannique et le danger qu'il représentait immobilisa durant de longs mois à Scapa Flow les plus grands navires de la Home Fleet. Le bâtiment effectua quelques raids vers le nord dans le but de couler les convois d'armement à destination de l'URSS, mais ces raids ne furent jamais très fructueux.
Le Tirpitz ne fut jamais engagé dans l'Atlantique nord : la puissance qu'il représentait était telle que la perte du bâtiment aurait été calamiteuse pour Hitler, pourtant peu convaincu de l'utilité des navires de surface traditionnels. Ni Raeder, ni Hitler, ni Dönitz ne voulaient prendre le risque de perdre le bâtiment qui bloquait à Scapa Flow une bonne partie de la Home Fleet. De plus, la quantité de mazout nécessaire au fonctionnement du Tirpitz n'était pas vraiment compatible avec la pénurie régnant en Allemagne.
Aussi les U-Boote lui furent préférés pour les raids dans l'Atlantique, le Tirpitz se contentant du rôle d'épouvantail dressé face aux convois de l'Arctique. Il resta donc majoritairement au Fættenfjord, à l'abri de filets anti sous-marins et d'écrans de fumée (produite grâce à un mélange d'eau avec de l'acide chloro-sulfurique) contre la RAF. Plusieurs tentatives infructueuses eurent lieu pour le détruire, en commençant par un bombardement le 27 avril 1942.
L'effet secondaire de l'écran de fumée acide, très délétère pour la végétation alentour, persista bien après la guerre jusqu'à plus de six kilomètres à la ronde, empêchant la plupart des conifères d'y pousser jusqu'en 1950 environ, ainsi que révélé par la dendrochronologie en 2018 ,.

### OpérationSportpalast
L'opération Sportpalast (opération « Palais des sports ») fut la première action de combat du Tirpitz et de ses destroyers d'escorte contre les convois navals alliés de l'Arctique PQ-12 et QP-8. Elle a eu lieu du 5 au 9 mars 1942 et elle a été la première tentative de perturber un convoi de l'Arctique.
Dans le très mauvais temps, les navires allemands ne parviennent pas à repérer les convois, mais coulent un cargo soviétique.
Le 9 mars 1942, 12 Fairey Albacore du porte-avions britannique HMS Victorious sont lancés à l'attaque du cuirassé allemand Tirpitz en mer près de Narvik. Grâce à des informations communiquées par l'un des six appareils équipés de radar, les Albacore du 817e et 832e escadrons torpillent le cuirassé nazi, lui infligeant de nombreux dégâts, et de nombreux mois d’immobilisation.

### OpérationTitle
L'opération Title fut lancée sans succès du 26 au 31 octobre 1942. Un commando d'hommes-grenouilles devait approcher le Tirpitz à bord de l'Arthur, navire de pêche commandé par un résistant norvégien (il faisait la liaison entre les iles Shetland et la Norvège pour ravitailler les maquis norvégiens). Le commando utilisait des torpilles pilotées de type « chariot » (copiées sur les torpilles pilotées italiennes Maiali qui avaient mis à mal les cuirassés anglais Valiant et Queen Elizabeth lors du raid de la rade d'Alexandrie en 1941). L'armement était dissimulé sous la coque de l'Arthur, mais il fut perdu en pleine tempête en Atlantique nord. L'Arthur fut finalement sabordé dans un fjord norvégien, avant même d'arriver à proximité du cuirassé de la Kriegsmarine. Les commandos anglais rentrèrent chez eux via la Suède neutre.

### OpérationSource
Après quoi, une attaque à l'aide de mini sous-marins fut tentée. C'était l'opération Source, menée le 23 septembre 1943.
Remorqués par des sous-marins conventionnels (HMS Truculent, Syrtis, Sea Nymph, Thrasher, Stubborn et Sceptre) et pilotés jusqu'à la zone d'action par des équipages de passage, les équipages opérationnels en prenant le relais jusqu'à proximité du Tirpitz ancré dans l'Altafjord, six sous-marins X (les X5, X6, X7, X8, X9 et X10) participaient initialement au raid.
Le Scharnhorst mouillant à proximité était aussi cible de l'opération. Victimes d'une fiabilité médiocre et de ruptures incessantes des câbles de remorquage (deux d'entre eux furent perdus en route, les X8 et X9), seuls trois sous-marins (les X5, X6 et X7) parvinrent à leur cible, et seuls deux (les X6 et X7) à poser leurs charges. Le X10 endommagé juste avant l'attaque dut renoncer, il fut sabordé alors qu'il tentait de regagner l'Écosse à la remorque d'un sous-marin.
Les dégâts infligés au Tirpitz furent cependant importants, au point de nécessiter plusieurs mois de réparations. Une barge spéciale fut amenée au Fættenfjord pour effectuer les réparations, une traversée vers les ports allemands étant beaucoup trop dangereuse : le bâtiment, pris en remorque, aurait fait une cible facile pour les sous-marins britanniques.
Bien qu'à nouveau opérationnel, le Tirpitz n'aurait pu retrouver ses performances qu'avec une mise en cale sèche : les déformations de la coque affectaient ses qualités hydrodynamiques, réduisant la vitesse maximale, initialement supérieure à 30 nœuds, à seulement 27.

### Fin

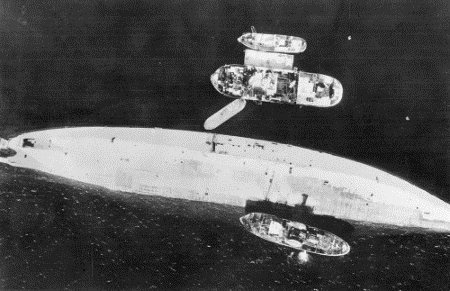
Coque retournée du Tirpitz aux environs de Tromsø (photographie de reconnaissance de la RAF le 22 mars 1945).

Face à ces difficultés, et au vu de l'évolution du conflit, le Tirpitz fut finalement transformé en forteresse flottante après navigation jusqu'aux environs de Tromsø, à 180 km à l'ouest-sud-ouest d'Alta. En effet, le carburant nécessaire à son fonctionnement venait à manquer, la bataille de l'Atlantique était de toute façon perdue et, de plus, les marins non-artilleurs étaient plus utiles ailleurs que sur un navire de guerre condamné à l'immobilité.
Le Tirpitz fut finalement positionné au-dessus d'un haut-fond aplani pour la circonstance : ainsi, si le bâtiment était gravement touché, il irait simplement se poser sur le fond sans chavirer et demeurerait la forteresse qu'il était devenu.
Le Royal Air Force Bomber Command, après les bombardements de l'opération Tungsten du 3 avril 1944, eut raison du Tirpitz le 12 novembre 1944 par une attaque avec des bombes Tallboy perforantes de six tonnes, lors de l'opération Catechism. Contrairement aux espoirs du Großadmiral Dönitz, le navire, touché dans une réserve de munitions, chavira. L'absence d'équipage autre que les artilleurs et les techniciens indispensables à l'alimentation du navire réduisit les pertes humaines. Bon nombre de marins, coincés sous la coque retournée, furent sauvés grâce à la découpe de celle-ci, restée émergée du fait de la faible profondeur. On dénombra néanmoins 971 morts.
Abandonnée, l'épave fut désossée après la guerre par des Norvégiens qui en obtinrent un revenu non négligeable par la revente des câbles et de l'acier.

## Notes et références

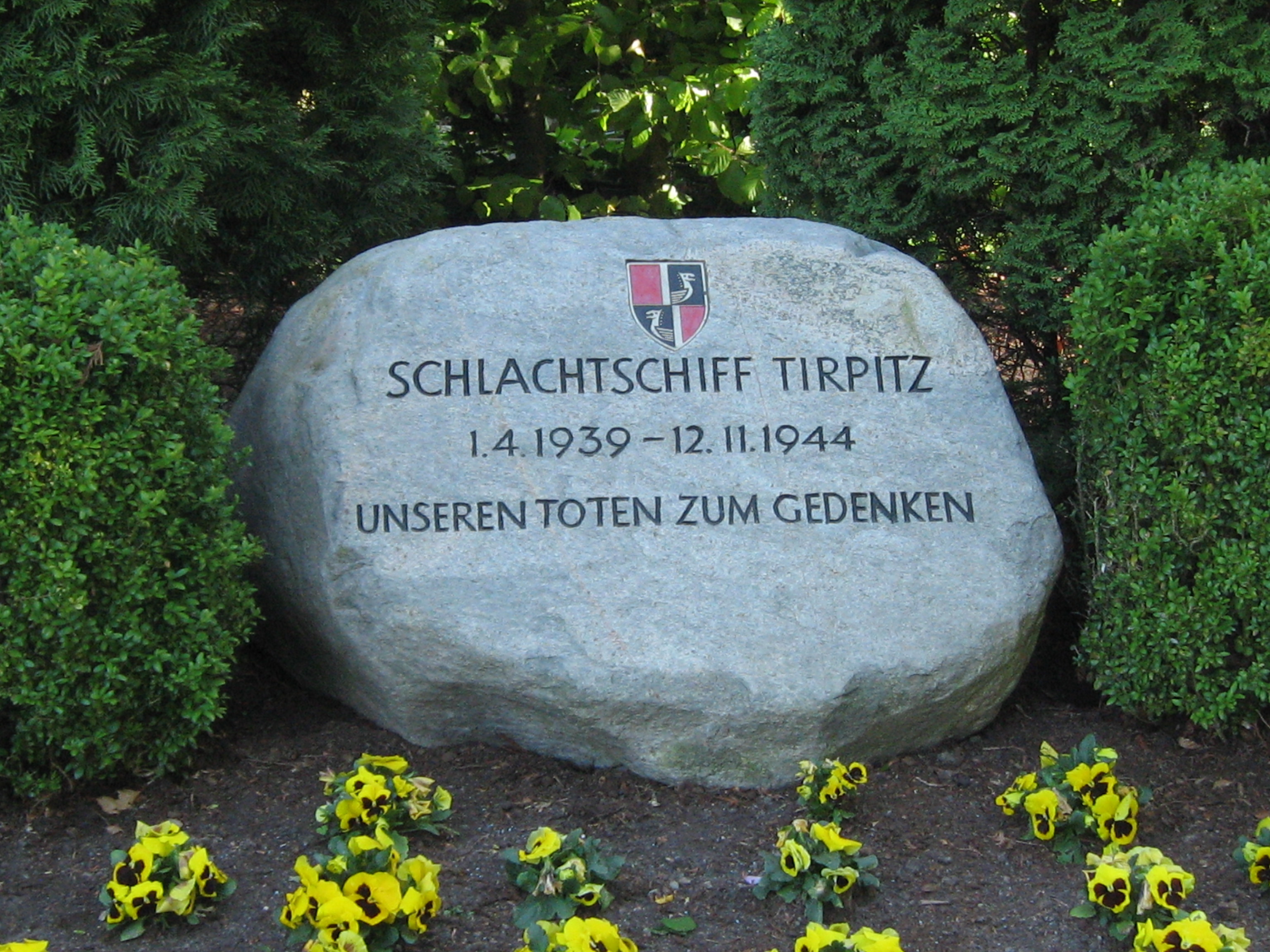
Pierre-mémorial en l'honneur des victimes du naufrage du Tirpitz, à l'Ehrenfriedhof de Wilhelmshaven.

### Filmographie
- Opération Tirpitz (Above Us the Waves), film de fiction britannique de Ralph Thomas sorti en 1955.
- Le Raid suicide du sous-marin X1, réalisé en 1968 par William A. Graham, est une adaptation libre de l'opération "Source".